# Bacilly
Bacilly là một xã trong tỉnh Manche, thuộc vùng hành chính Normandie của nước Pháp, có dân số là 675 người (thời điểm 1999).

## Nhân khẩu học
| 1962 | 1968 | 1975 | 1982 | 1990 | 1999 |
| ---- | ---- | ---- | ---- | ---- | ---- |
| 741  | 781  | 691  | 673  | 644  | 670  |